# Sant Feliu (Sant Feliu Sasserra)
Sant Feliu és una església del municipi de Sant Feliu Sasserra (Bages) protegida com a bé cultural d'interès local.

## Descripció
L'actual edifici de l'església de Sant Feliu Sasserra, fet el 1581, fou construït en estil gòtic tardà. Tanmateix, es conserven algunes parts de l'edifici anterior: uns murs del segle xi i la portada romànica. Aquesta és estructurada per dues arquivoltes en degradació que reposen sobre una línia d'impostes, la qual és sostinguda per parelles de columnes amb capitells esculpits del segle xii. El 1881 s'hi afegí la capella del Santíssim, de la qual fa uns anys s'arranjà la façana.

## Història
Aquesta església es trobava dins l'antic terme del castell d'Oristà, al lloc anomenat "ipsa Serra". Inicialment era dedicada a sant Feliu, santa Maria i sant Joan. Molt aviat degué adquirir les funcions de parròquia, que ja no ha deixat més. El terme d'Oristà és documentat des del 908 i l'església apareix citada el 946, mentre que el 952 s'anomena com a "domum" de Sant Feliu, i el 997 com a església. Consta com a parroquial de Sant Feliu de Serra des d'abans del 1154. L'edifici sofrí diverses modificacions conforme augmentava la població. Al segle xi fou reedificat i al segle següent s'hi afegí una portalada romànica.
El 1581, quan la població era cap de la sotsvegueria del Lluçanès, fou reedificada en gòtic tardà, tot aprofitant una part de l'edifici anterior (murs i portalada). Encara el 1881 s'hi afegí la capella del Santíssim. L'església ha estat restaurada mitjançant diverses actuacions (1994, 1998) subvencionades pel Departament de Cultura de la Generalitat de Catalunya.